# بياتريس شيلينغ
بياتريس (تيلي) شيلينغ مهندسة بريطانية تحمل رتبة الإمبراطورية البريطانية ودكتوراة وماجستير في الهندسة. ولدت في 8 آذار(مارس) 1909 وتوفيت في 18 تشرين الثاني (نوفمبر) 1990. كانت بياتريس مهندسة طيران وفضاء جوي ومتسابقة سيارات بريطانية. أثناء الحرب العالمية الثانية، اخترعت محرك فوهة الآنسة شيلينغ وهو إصلاح لمحركات رولز رويس ميرلين المستخدمة في الطائرتين المقاتلتين هوكر هوريكان وسوبرمارين سبتفاير، الأمر الذي حال دون انفجار المحرك أثناء غوص الطائرة.
كانت بياتريس تشارك في سباقات الدراجات النارية في عقد الثلاثينيات من القرن الماضي، ثم شاركت في سباقات السيارات بعد الحرب.

## نشأتها
ولدت بياتريس في وترلووفيل في هامبشاير، وهي ابنة جزار. في سن الرابعة عشرة، يقال أنها اشترت دراحة نارية بنفسها، حيث عبثت بتصميمها، فقد كانت مصممة لتصبح مهندسة. بعد أن أتمّت المدرسة الثانوية، عملت لدى شركة هندسة كهربائية لمدة ثلاث سنوات، حيث كانت تتولى تمديد الأسلاك الكهربائية وتثبيت المولّدات. شجّعتها ربّة عملها على دراسة الهندسة الكهربائية في جامعة مانشستر؛ فحصلت على درجة البكالوريوس عام 1932 وبقيت في الجامعة لمدة سنة أخرى لتحصل على ماجستير في العلوم. كان من الصعب العثور على عمل في ذلك الوقت بسبب الكساد الكبير; لكنها عملت مساعدة أبحاث لدى البروفيسور غ. ف. ماكفلو في جامعة برمنغهام. Inعام 1936 عُيّنت كضابط علمي من قبل مؤسسة الطيران الملكية (RAE), وهي وكالة التطوير والأبحاث التابعة لسلاح الجو الملكي (RAF) في فارنبرة. وبقيت تعمل فيها حتى تقاعدها عام 1969.

## حياتها الشخصية
تزوجت بياتريس من جورج نايلور في أيلول (سبتمبر)، 1938. وهو أيضاً يعمل في مؤسسة الطيران الملكية. أثناء الحرب العالمية الثانية، كان طياراً انتحارياً في سلاح الجو الملكي البريطاني، ووصل إلى رتبة ملازم طيار.

## وصلات خارجية
- Review of Freudenberg's biography of Shilling